# Borów (powiat strzeliński)

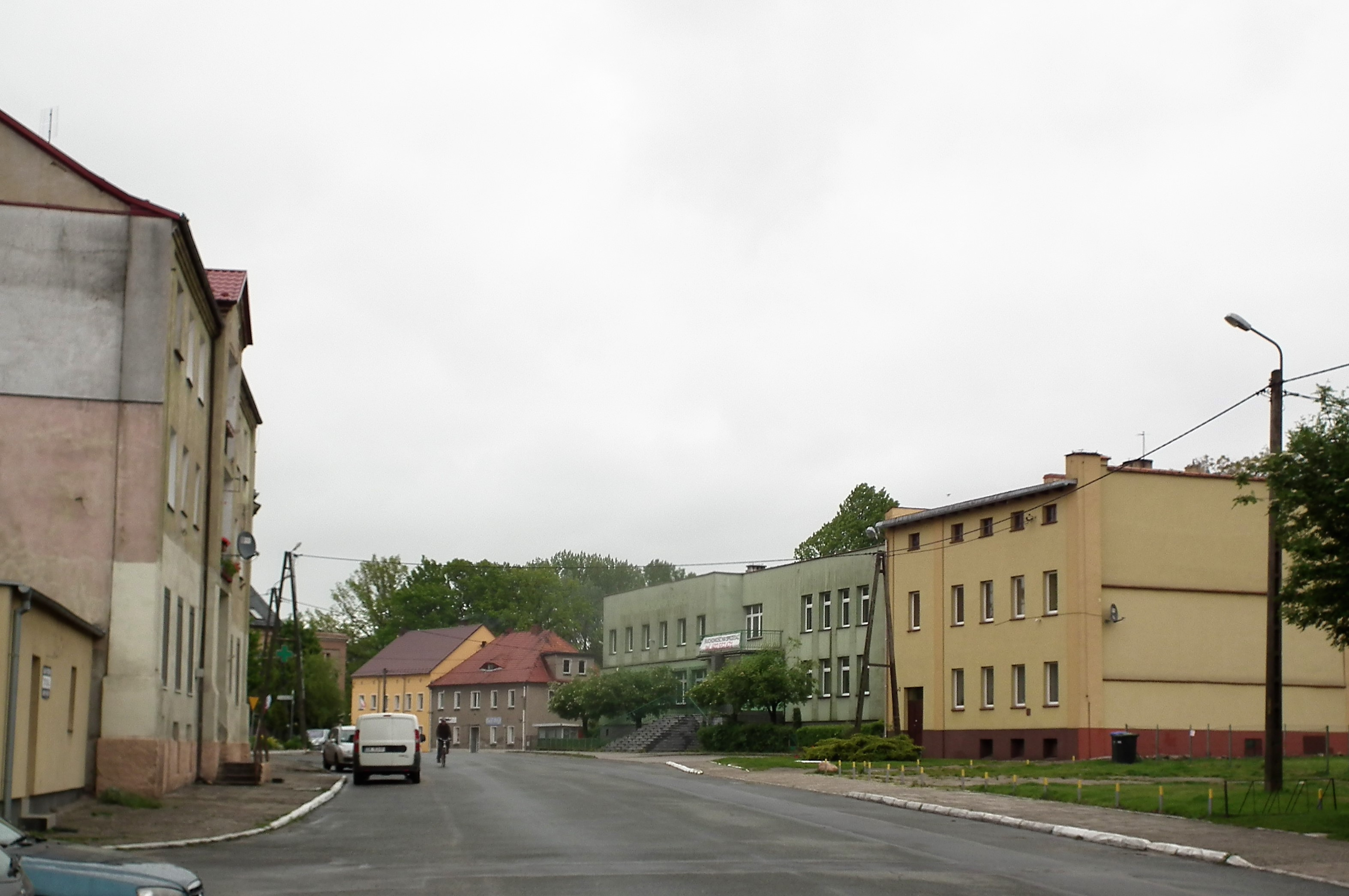
Fragment centrum miejscowości

Borów (niem. Markt Bohrau) – wieś w Polsce położona w województwie dolnośląskim, w powiecie strzelińskim, siedziba gminy Borów.

## Historia

Mapa Bohrau (około 1820 r.)

W 1202 książę Henryk I Brodaty wybudował tu gród. W tym samym roku miejscowość wymieniono pod nazwą Boriov, juxta Boruiov. W 1286 wymieniono wieś jako Borow. Borów uzyskał prawa miejskie w roku 1292. Na początku XIV w. powstał tu zamek książęcy, który w 1326 przeszedł na własność rycerską, a w 1459 podczas walk mieszczan wrocławskich z czeską załogą został zdobyty i zniszczony. W XVIII wieku był najmniejszym miastem na Dolnym Śląsku, z 338 mieszkańcami w 1795 roku. Prawa miejskie utracił w drugiej połowie XIX w.
Przed II wojną światową Borów posiadał cechy małomiasteczkowego układu urbanistycznego z podłużnym placem targowym, w postaci rozszerzonej ulicy głównej. W roku 1945 układ ten uległ częściowemu zniszczeniu i nie został odbudowany. Zniszczenia nastąpiły po zajęciu miejscowości przez wojska radzieckie. 20 lutego 1945 we wsi pochowano poetę ukraińskiego Herasyma Sokolenkę (Szmyhelskiego), który poległ służąc w kompanii karnej Armii Czerwonej. Borów włączono następnie do Polski, a jego dotychczasową ludność wysiedlono do Niemiec. Na jej miejsce przybyli Polacy ekspatriowani z Kresów Wschodnich m.in. z Korościatyna.  
W latach 1954–1972 wieś należała i była siedzibą władz gromady Borów. W latach 1975–1998 miejscowość należała administracyjnie do województwa wrocławskiego.

## Zabytki
Do wojewódzkiego rejestru zabytków wpisane są:
- kościół parafiany pw. św. Wolfganga z XV w., XVIII-XX w.
- zespół pałacowy, w skład którego wchodzą:
  - pałac z 1864 r.
  - pawilon z początku XIX w.
  - relikty zamku z fosą z XIII-XIV w., XVII w.
  - ruina bramy
  - folwark z XIX w.
  - park z drugiej połowy XIX w.

## Obywatele honorowi
28 lutego 2014 r. obywatelem honorowym gminy na mocy uchwały Rady Gminy został ks. Tadeusz Isakowicz-Zaleski, kustosz pamięci o Polakach pomordowanych na Kresach Wschodnich.